# Musau
Musau is een gemeente in het district Reutte in de Oostenrijkse deelstaat Tirol.
Musau ligt op een oever langs de Lech ten noorden van Reutte. De gemeente bestaat uit meerdere nederzettingen verspreid over een groot gebied, te weten Brandstatt Saba, Roßschläg, Leite, Platte, Hofstatt en Riedle.
In 1218 werd het dorp voor het eerst vermeld als Muosowe en later, in 1310, als Mussowe. Mogelijk is dit afgeleid van het Oud-Duitse muessa, dat drassig land betekent. Hier hebben twee voorwerken van de burcht Ehrenberg gestaan.
Musau heeft een station aan de Außerfernspoorlijn.

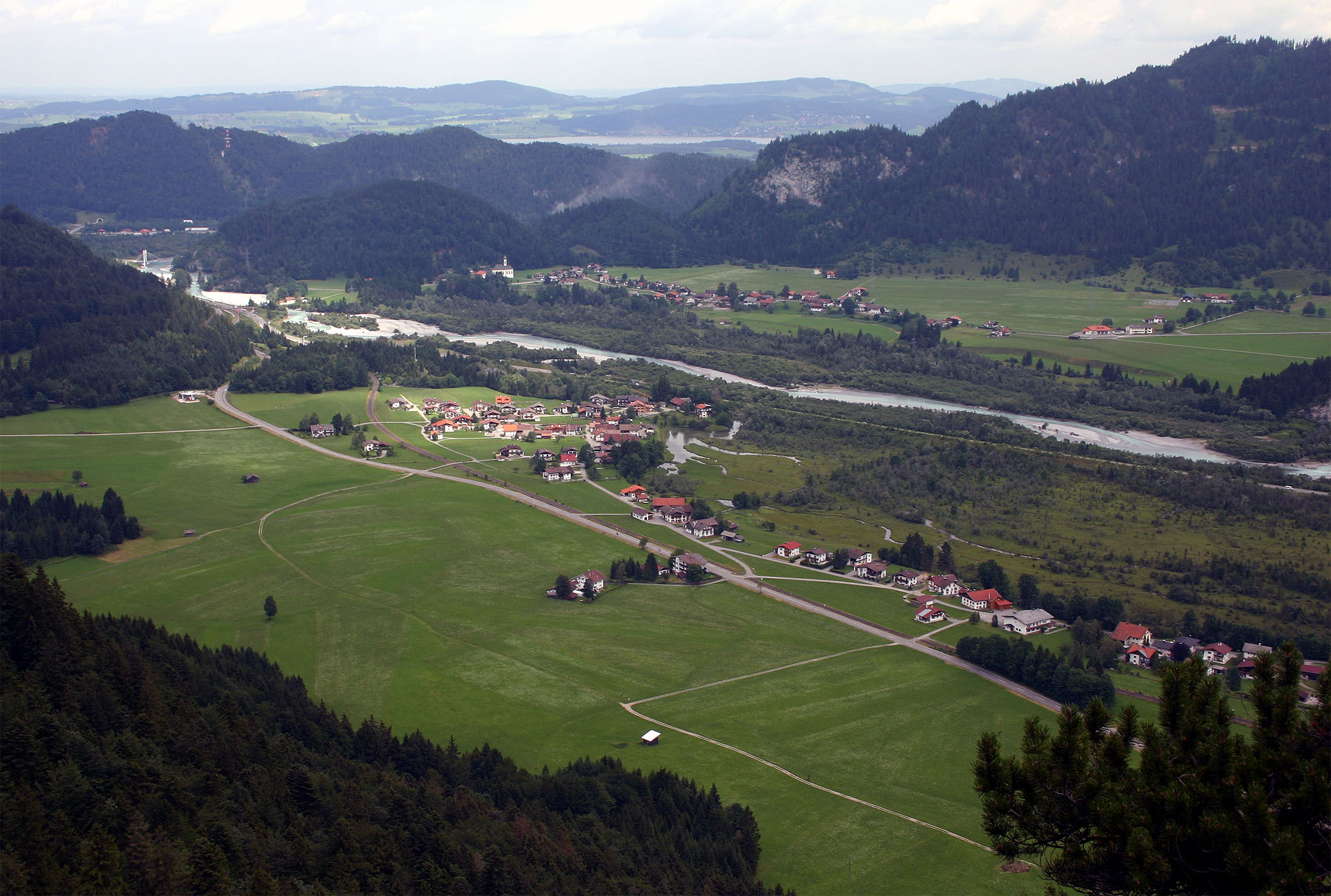
Blik op Musau (deze kant van de Lech) en Unterpinswang (andere oever van de Lech)

Bach · Berwang · Biberwier · Bichlbach · Breitenwang · Ehenbichl · Ehrwald · Elbigenalp · Elmen · Forchach · Grän · Gramais · Häselgehr · Heiterwang · Hinterhornbach · Höfen · Holzgau · Jungholz · Kaisers · Lechaschau · Lermoos · Musau · Namlos · Nesselwängle · Pfafflar · Pflach · Pinswang · Reutte · Schattwald · Stanzach · Steeg · Tannheim · Vils · Vorderhornbach · Wängle · Weißenbach am Lech · Zöblen
- Gemeinsame Normdatei: 1180525493
- Virtual International Authority File: 39155284806087061718